# ريال بيتيس كانتيرا
محجر نادي ريال بيتيس لكرة القدم الإسباني المحترف هو أكاديمية الشباب للمنظمة، والتي تعمل على تطوير اللاعبين من مرحلة الطفولة وحتى دمج أفضل المواهب في فرق الكبار.
الفئة الأخيرة ضمن هيكل الشباب هي فريق الشباب تحت 18/19 سنة، والذي يمثل النادي في المسابقات الوطنية. ينتقل الخريجون الناجحون عادة إلى فريق الاحتياط بالنادي، بيتيس ديبورتيفو، والذي يعتبر أيضًا جزءًا من الكانتيرا نظرًا لكونه مرحلة في التقدم نحو الفريق الأول، على الرغم من التنافس في نظام الدوري للبالغين (حاليًا الدرجة الثانية ب).
يقع مقر الأكاديمية في مجمع تدريب النادي، سيوداد ديبورتيفا لويس ديل سول ‏.

## الخلفية والهيكل
تولي أندية كرة القدم الكبرى في الدوريات الإسبانية عمومًا أهمية كبيرة لتطوير فرقها من أجل الترويج للاعبين من الداخل، أو بيعهم لأندية أخرى كمصدر للإيرادات، ونادي ريال بيتيس ليس استثناءً. وتتركز شبكة تجنيد الشباب الخاصة بهم حول منطقتهم الأصلية في الأندلس، وعلى وجه الخصوص مقاطعة إشبيلية، وهناك اتفاقيات تعاون قائمة مع الأندية الصغيرة في المنطقة.
تم تسمية مجمع تدريب النادي تكريمًا لـ لويس ديل سول، وهو خريج شباب الخمسينيات من القرن العشرين والذي حقق نجاحًا كبيرًا مع ريال مدريد ويوفنتوس وإسبانيا.
ويخوض نادي ريال بيتيس معركة مع غريمه في المدينة إشبيلية للتعاقد مع أفضل المواهب المحلية. على مستوى الكبار، كان إشبيلية نادي إشبيلية (الشباب) على بيتيس خلال السنوات الأخيرة، سواء من حيث النجاح في المسابقات الشبابية أو إنتاج لاعبين ذوي جودة عالية للفريق الأول.
يتم إدخال مجموعة أساسية من المواهب الشابة لأول مرة إلى فرق بنيامين في حوالي سن الثامنة، ويتقدمون بفئة عمرية كل موسم عبر مستويات أليفين وإنفانتيل وكاديت والناشئين. اللاعبون الذين يحتفظ بهم ريال بيتيس بعد فترة لعبهم مع فريق الشباب (الذين يبلغون من العمر حوالي 18 عامًا) ينضمون عادةً إلى فريق الاحتياطي بيتيس ديبورتيفو، لاكتساب الخبرة في دوري الكبار (مستوى دوري الدرجة الثانية ب في معظم السنوات). بإمكانهم قضاء ما يصل إلى خمس سنوات مع الفريق ب، غالبًا مع بعض فترات الإعارة في أندية أخرى، على الرغم من أن أفضل اللاعبين عادة ما ينتقلون إلى الفريق الأول في غضون موسمين إذا اعتبروا مستعدين للقيام بذلك، مع تعزيز أعضاء الفريق ب المتبقين بالمجموعة التالية من خريجي الشباب في معركتهم المستمرة للاحتفاظ بوضعهم القسمي.
أفضل إنجازات فريق ريال بيتيس الأول في أوائل القرن الحادي والعشرين، عندما فازوا بكأس ملك إسبانيا 2004–05، واحتلوا المركز الرابع في الدوري، وتأهلوا إلى دوري أبطال أوروبا. تم تحقيق ذلك بفضل عدد كبير من اللاعبين المحليين في الفريق بما في ذلك كابي، ديفيد ريفاس، أرزو، ميلي وخوان خوسيه كاناس الذين تميزت حياتهم المهنية بفترات طويلة قضوها في ريال بيتيس، بالإضافة إلى خواكين الذي انتقل لاحقًا إلى فالنسيا مقابل 25 مليون يورو.
في العقد التالي، لم يتوقف خط إنتاج الكانتيرانوس تمامًا، لكن فيرديبلانكوس لم يقترب أبدًا من تطوير مجموعة أخرى من تلك الجودة، ولم يتمكنوا من رعاية أي أفراد استثنائيين يمكن بيعهم لتحقيق منفعة اقتصادية، حتى عام 2017 عندما وقع داني سيبايوس مع ريال مدريد مقابل 18 مليون يورو. كما قام نفس النادي بإغراء اللاعبين الأصغر سناً بالانضمام إلى أكاديميته من أكاديمية بيتيس مقابل رسوم قليلة أو بدون رسوم، حيث سار فرناندو روفو البالغ من العمر 15 عامًا على خطى العديد من اللاعبين الآخرين في صيف عام 2018. سرعان ما تم تجاوز الرقم القياسي لأكبر رسوم يتلقاها النادي في يوليو 2018 مع شراء نابولي لفابيان رويز مقابل 30 مليون يورو، بينما ذهب جونيور فيربو إلى نادي برشلونة بعد عام مقابل رسوم أخرى قدرها 18 مليون يورو.

## المسابقات الوطنية
يلعب فريق الناشئين أ في المجموعة الرابعة من دوري الشرف لكرة القدم للشباب ‏ كمنافسة سنوية منتظمة. منافسيهم الرئيسيين في مجموعة الدوري هم إشبيلية وملقة. يلعب فريق تحت 17 عامًا، الناشئين ب، في الدوري الوطني للشباب لكرة القدم، وهو القسم الأدنى من نفس الهيكل.
ويشارك الفريق أيضًا بانتظام في كأس الأبطال ‏ وكأس الملك للشباب ‏، ويعتمد التأهل إليها على المركز النهائي في المجموعة بالدوري. في هذه المسابقات الوطنية، تضم المنافسة فرق الأكاديمية لبرشلونة، وأتلتيك بلباو، وإسبانيول، وريال مدريد.

## البطولات الدولية
من الممكن أن يشارك فريق بيتيس جوفينيل في دوري أبطال أوروبا للشباب، إما عن طريق الفوز بكأس كوبا دي كامبيونيس ‏ في الموسم السابق أو عن طريق تأهل الفريق الأول إلى مرحلة المجموعات في دوري أبطال أوروبا، ولكن حتى الآن لم يتحقق أي منهما.

### المدربون الرئيسيون
| الفريق    | العمر | المدرب           | الدرجة | الدوري                                     |
| --------- | ----- | ---------------- | ------ | ------------------------------------------ |
| الأحداث أ | 16–18 | بابلو ديل بينو   | 1      | فرقة الشرف (المجموعة الرابعة) [الإنجليزية] |
| جوفينيل ب | 16–17 | غوستافو سانشيز   | 2      | الدوري الوطني (المجموعة الرابعة عشرة)      |
| كاديت أ   | 15–16 | خوان باركو       | 1      | قسم الشرف الأندلسي                         |
| كاديت ب   | 14–15 | ميغيل أنخيل كارو | 2      | بريميرا أندلوزا كاديتي (المجموعة 1)        |

## التشكيلات الحالية

### الناشئين أ
آخر تحديث يناير 2017. 
ملاحظة: تشير الأعلام إلى المنتخب الوطني على النحو المحدد في قواعد الأهلية للفيفا. قد يحمل اللاعبون أكثر من جنسية واحدة غير تابعة للفيفا.
| الرقم | البلد   | المركز | اللاعب         |
| ----- | ------- | ------ | -------------- |
|       | إسبانيا | حارس   | دانيال ريبولو  |
|       | إسبانيا | حارس   | ألبرتو لوبيز   |
|       | إسبانيا | مدافع  | أليكس سانشيز   |
|       | إسبانيا | مدافع  | خورخي فرنانديز |
|       | إسبانيا | مدافع  | سيمون ليسيا    |
|       | إسبانيا | مدافع  | مانويل لوك     |
|       | إسبانيا | مدافع  | دييغو غونزاليس |
|       | إسبانيا | وسط    | خيسوس بارادا   |
|       | إسبانيا | وسط    | خايمي غاريخو   |
|       | إسبانيا | وسط    | روبرتو أبرو    |

| الرقم | البلد    | المركز | اللاعب             |
| ----- | -------- | ------ | ------------------ |
|       | إسبانيا  | وسط    | جوسيمي فالنسيا     |
|       | إسبانيا  | وسط    | أليخاندرو ميلينديز |
|       | إسبانيا  | وسط    | دييغو إستيبان      |
|       | إسبانيا  | مهاجم  | أدريان تيلادو      |
|       | إسبانيا  | مهاجم  | أنخيل باينا        |
|       | إسبانيا  | مهاجم  | خوسيه كارلوس دياز  |
|       | إسبانيا  | مهاجم  | سيرجيو غارسيا      |
|       | البرازيل | مهاجم  | ماتيوس غيمارايس    |
|       | إسبانيا  | مهاجم  | روبرتو غونزاليس    |
|       | إسبانيا  |        | خوسيه ماريا أرياس  |
|       | كندا     |        | تشوكو أديغبنرو     |

### الناشئين ب
آخر تحديث يناير 2017.
ملاحظة: تشير الأعلام إلى المنتخب الوطني على النحو المحدد في قواعد الأهلية للفيفا. قد يحمل اللاعبون أكثر من جنسية واحدة غير تابعة للفيفا.
| الرقم | البلد   | المركز | اللاعب        |
| ----- | ------- | ------ | ------------- |
|       | إسبانيا | حارس   | ألبرتو        |
|       | إسبانيا | حارس   | غونزالو       |
|       | إسبانيا | حارس   | جوسيما        |
|       | إسبانيا | مدافع  | صامويل        |
|       | إسبانيا | مدافع  | لوكا          |
|       | إسبانيا | مدافع  | جوتي          |
|       | إسبانيا | مدافع  | جيلا          |
|       | إسبانيا | مدافع  | سيلو          |
|       | إسبانيا | مدافع  | ناتشو هولغادو |
|       | إسبانيا | مدافع  | رافا          |
|       | إسبانيا | مدافع  | إيفان         |

| الرقم | البلد   | المركز | اللاعب         |
| ----- | ------- | ------ | -------------- |
|       | إسبانيا | وسط    | بارادا         |
|       | إسبانيا | وسط    | خوسيه مانويل   |
|       | إسبانيا | وسط    | ريكاردو كاسترو |
|       | إسبانيا | وسط    | إسماعيل        |
|       | إسبانيا | وسط    | رودريغو        |
|       | إسبانيا | وسط    | نيني           |
|       | إسبانيا | وسط    | روبرتو         |
|       | إسبانيا | وسط    | خوليو          |
|       | إسبانيا | وسط    | خوسيه كارلوس   |
|       | إسبانيا | وسط    | أدريان تيلادو  |
|       | إسبانيا | مهاجم  | ماتيوس         |

## لاعبون مشهورون
من بين الخريجين البارزين الذين مروا بنظام الشباب في طريقهم إلى ترسيخ أقدامهم في فريق بيتيس الأول و/أو أندية أخرى:
آخر تحديث يوليو 2019
.
اللاعبون الحاليون في ريال بيتيس مكتوبون بخط غامق، سنة التخرج بين قوسين
| - لويس ديل سول (1953) - خوان غارسيا دياز (1957) - روجيليو سوسا (1962) - باكو تيليشيا (1966) - فرانسيسكو بيزكوتشو [الإنجليزية] (1968) - سيباستيان ألاباندا [الإنجليزية] (1969) - رافائيل غورديلو (1975) - أنطونيو كاسادو 1979) - ألكس محمد (1979) - خواكين بارا (1980) - غابينو رودريغيز (1982) - تشانو [الإنجليزية] (1984) - إدواردو رودريغيز (1984) - خوان أورينا (1986) - خوان ميرينو رويز (1989) - أنخيل كيولار (1989) - روبرتو ريوس (1990) - خوان خوسيه كاناس غوتيريز (1990) - كابي بوبا سال (1995) - دييغو تريستان (1995) | - فيرناندو فاريلا راموس (1996) - ديفيد ريفاس (1997) - أرزو (1999) - توني دوبلاس (1999) - دانييل مارتن (1999) - خواكين سانشيز (1999) - ملي 2001) - مانويل أرانا رودريغيز (2002) - ألفارو سيخودو (2003) - خوسيه إيزيدورو (2005) - خافي لوبيز (2005) - خوسيه كاناس (2005) - أدريان كاستيو (لاعب كرة قدم) (2006) - أليخاندرو بوزويلو (2010) - ألفارو فاديلو (2011) - اليخاندرو مارتينيز (2012) - رافا نافارو (2013) - داني سيبايوس (2014) - فابيان رويز (2014) - فرنسيس غيريرو (2015) - جونيور فيربو (2015) |

## من موسم إلى موسم (الناشئين أ)

### الدوري الممتاز / دوري الشرف تحت 19[لغات أخرى]‏
المواسم التي حصدت فيها الفريقين أو أكثر من جائزتين موضحة بالخط العريض
| الموسم  | المستوى | المجموعة | المركز     | كأس ملك إسبانيا للشباب ‏ | الملاحظات            |
| ------- | ------- | -------- | ---------- | ----------------------- | -------------------- |
| 1986–87 | 1       |          | السابع     | ربع النهائي             |                      |
| 1987–88 | 1       |          | الرابع     | نصف النهائي             |                      |
| 1988–89 | 1       |          | الرابع     | نصف النهائي             |                      |
| 1989–90 | 1       |          | الثاني     | الفائزون                |                      |
| 1990–91 | 1       |          | السابع     | ربع النهائي             |                      |
| 1991–92 | 1       |          | الثالث عشر | الوصيف                  |                      |
| 1992–93 | 1       |          | غير متوفر  | غير متوفر               | لم يشارك في البطولات |
| 1993–94 | 1       |          | غير متوفر  | غير متوفر               | لم يشارك في البطولات |
| 1994–95 | 1       |          | غير متوفر  | غير متوفر               | لم يشارك في البطولات |

### قسم شرف الشباب[لغات أخرى]‏
المواسم التي حصدت فيها الفريقين أو أكثر من جائزتين موضحة بالخط العريض
| الموسم  | المستوى | المجموعة   | المركز        | كأس ملك إسبانيا للشباب ‏ | كأس الأبطال ‏         | أوروبا/الملاحظات           |
| ------- | ------- | ---------- | ------------- | ----------------------- | -------------------- | -------------------------- |
| 1995–96 | 1       | 4          | الثاني        | ربع النهائي             | غ/م                  | —                          |
| 1996–97 | 1       | 4          | الثالث        | ربع النهائي             | غ/م                  | —                          |
| 1997–98 | 1       | 4          | الثاني        | الفائزون                | غ/م                  | —                          |
| 1998–99 | 1       | 4          | الثاني        | الفائزون                | غ/م                  | —                          |
| 1999–00 | 1       | 4          | الرابع        | غ/م                     | غ/م                  | —                          |
| 2000–01 | 1       | 4          | الثاني        | ربع النهائي ‏            | غ/م                  | —                          |
| 2001–02 | 1       | 4          | الأول         | دور الـ16 ‏              | الثاني in group of 3 | —                          |
| 2002–03 | 1       | 4          | الثاني        | دور الـ16 ‏              | غ/م                  | —                          |
| 2003–04 | 1       | 4          | الثالث        | دور الـ16 ‏              | غ/م                  | —                          |
| 2004–05 | 1       | 4          | الثالث        | دور الـ16 ‏              | غ/م                  | —                          |
| 2005–06 | 1       | 4          | الأول         | دور الـ16 ‏              | الثاني in group of 3 | —                          |
| 2006–07 | 1       | 4          | الثاني        | ربع النهائي ‏            | غ/م                  | —                          |
| 2007–08 | 1       | 4          | الثاني        | دور الـ16 ‏              | غ/م                  | —                          |
| 2008–09 | 1       | 4          | 11th          | غ/م                     | غ/م                  | —                          |
| 2009–10 | 1       | 4          | الأول         | ربع النهائي ‏            | نصف النهائي          | —                          |
| 2010–11 | 1       | 4          | الرابع        | غ/م                     | غ/م                  | —                          |
| 2011–12 | 1       | 4          | الثالث        | غ/م                     | غ/م                  | سلسلة الجيل القادم 2011–12 |
| 2012–13 | 1       | 4          | الرابع        | غ/م                     | غ/م                  | غ/م                        |
| 2013–14 | 1       | الرابع     | الثالث        | غ/م                     | غ/م                  | دوري شباب أوروبا 2013–14   |
| 2014–15 | 1       | الرابع     | الرابع        | غ/م                     | غ/م                  | دوري شباب أوروبا 2014–15   |
| 2015–16 | 1       | الرابع     | الثالث        | غ/م                     | غ/م                  | دوري شباب أوروبا 2015–16   |
| 2016–17 | 1       | الرابع     | الثالث        | دور الـ16 ‏              | غ/م                  | دوري شباب أوروبا 2016–17   |
| 2017–18 | 1       | الرابع     | الثاني        | دور الـ16 ‏              | غ/م                  | دوري شباب أوروبا 2017–18   |
| 2018–19 | 1       | الرابع     | الثالث        | غ/م                     | غ/م                  | دوري شباب أوروبا 2018–19   |
| 2019–20 | 1       | الرابع     | الثالث        | غ/م                     | غ/م                  | دوري شباب أوروبا 2019–20   |
| 2020–21 | 1       | الرابع–ب/ج | الثاني/الرابع | غ/م                     | غ/م                  | غ/م                        |
| 2021–22 | 1       | الرابع     | الأول         | نصف النهائي ‏            | نصف النهائي          | دوري شباب أوروبا 2021–22   |
| 2022–23 | 1       | الرابع     | الأول         | دور الـ16 ‏              | النهائي              | غ/م                        |
| 2023–24 | 1       | الرابع     | الثاني        | ربع النهائي ‏            | النهائي              | غ/م                        |

1. ↑  في مارس 2020، تم تعليق جميع المباريات بسبب جائحة فيروس كورونا. في 6 مايو 2020، أعلن الاتحاد الملكي الإسباني لكرة القدم عن إنهاء الدوريات قبل الأوان، وإلغاء جميع حالات الهبوط، وإعلان كل متصدر دوري بطلًا، وإلغاء كأس الملك للشباب وكأس الأبطال لهذا الموسم.[15]
2. ↑   لن تقام بطولة كأس الملك للشباب في موسم 2020–21.
3. ↑  لن تقام دوري شباب أوروبا في موسم 2020–21

## الإنجازات

### المسابقات الوطنية
- قسم الشرف للشباب (المجموعة الثالثة)  [لغات أخرى]‏ : (الدوري الجهوي)
  - 5 1978، 1980، 1983، 1984، 1985 (الدوري الوطني للأحداث 1975–86)
  - 5 2002، 2006، 2010، 2022، 2023 (التنسيق الحالي منذ عام 1995)
- كأس الأبطال  [لغات أخرى]‏ :
  - 0 (الوصيف 1990) (دوري الدرجة الأولى للشباب / دوري الشرف تحت 19 سنة، دوري واحد، 1986–95)
  - 0 (الوصيف في عامي 2023 و2024) (الشكل الحالي منذ عام 1995)
- كأس الملك للشباب [الإنجليزية]
 : (منذ 1951)
  - الفائز 4 مرات 1983، 1990، 1998، 1999
  - وصيف البطل مرتين: 1962،[Note 1] 1992

#### الملاحظات
1. ↑  فريق بيتيس في المسابقة كان تريانا بالومبي الذي أصبح بعد ذلك اسم الفريق الاحتياطي. (الآن ريال بيتيس ب)